# Origines de la Légion étrangère
 (septembre 2022).
La Légion étrangère est un corps de l'armée de terre française créé en 1831 sous la monarchie de Juillet par le roi Louis Philippe Ier. Il a pour but de regrouper tous les corps étrangers combattant sous les couleurs françaises, comprenant notamment à l'époque de sa création les gardes suisses, les régiments suisses de la garde royale et le régiment d'Hohenlohe.
Cette initiative contribue à stabiliser le régime de Louis Philippe Ier face aux tensions internes et externes. Après sa création, la Légion participe à la poursuite du recrutement de ressortissants étrangers dans le service militaire français.
Elle est abandonnée en Espagne par Louis Philippe Ier, avant d'être recréée par ce dernier en voyant l'occasion que perdait la France.
La Légion étrangère s'enracine dans la conquête de l'Algérie par la France, devenant chaque jour plus forte pour devenir une unité d’élite.

## Les étrangers au service de la France avant 1831
La spécificité principale de la Légion étrangère est qu’elle est constituée de ressortissants étrangers. Bien avant la création d’une formation militaire spécifique, la France, comme de nombreux pays, ont eu recours à des ressortissants étrangers pour pallier le manque d’effectif, ou résoudre des problèmes politiques ou stratégiques. La Légion étrangère se distingue par le fait que toutes ses recrues sont volontaires, alors qu'il a pu exister des régiments étrangers constitués de personne contrainte à l'enrôlement, par exemple à partir de prisonniers de guerre.

### Sous l’Ancien Régime
L'enrôlement d'étrangers est une pratique antérieure à la Restauration, adopté par le Premier Empire, la Révolution et la Monarchie.
Ainsi, en Europe, au Moyen Âge, un impôt est versé au seigneur pour lever des armées de mercenaires pour continuer les guerres locales. De grandes armées et d'importantes batailles ont été gagnées ou perdues grâce à la participation d’étrangers. En 1346, à l’aube de la guerre de Cent Ans, Philippe VI de France emploie 15 000 Génois à Crécy-en-Ponthieu, emploi qui se solde néanmoins sur un échec face aux archers gallois d'Édouard III d'Angleterre. Aux XIIIe et XIVe siècles, de grandes compagnies d’Écossais, de Castillans, de Savoyards, de Suisses ou de Hollandais apparaissent, appartenant à des chefs ou des princes, louant leurs troupes aux plus offrants.
Louis XI de France au XVe siècle a, quant à lui, sa Garde écossaise ; il fait également appel à plus de 6 000 Suisses (Bandes suisses) en 1480, n'hésitant pas à utiliser leurs qualités, dans des tâches d’instructions, comme au camp de Pont de l’Arche. C'est Louis XI qui ancre la tradition d’utiliser des éléments étrangers pour combattre pour la monarchie, car à partir de son règne et pour les trois siècles à venir, l'armée française comporte au moins toujours entre 20 et 30% d'effectifs non nationaux.
François Ier utilise lui aussi de nombreuses troupes étrangères et de mercenaires, constituant une grosse partie de son infanterie en particulier d'origine allemande et suisse. Ces derniers ont toujours une place de choix dans les armées françaises, dû à un statut particulier. En effet, les mercenaires suisses, après avoir été battus à Marignan en 1515, ne se battent plus contre les Français grâce à la « Paix perpétuelle » de novembre 1516.

La Prise des Tuileries le 10 août 1792. Les uniformes rouges des Suisses les distinguent des autres combattants.

En plus de cette assurance, François Ier, depuis le 7 novembre 1515, peut, avec le Pape, être le seul à utiliser des mercenaires suisses, ce qui n'est pas négligeable au vu de leur professionnalisme et de leur fidélité. Les rois de France lèvent ainsi de forts contingents dans les cantons suisses pour former des régiments ou des gardes personnelles. Ainsi, lors de la prise des Tuileries le 10 août 1792, ils sont 26 officiers et 850 hommes à mourir pour défendre le Roi, prouvant par leurs actes une remarquable fidélité.
Le XVIIIe siècle est encore une période où les troupes étrangères ont un rôle armé non négligeable. Ainsi lors de la guerre de Sept Ans, la France aligne durant le conflit 32 régiments étrangers : douze allemands, dix suisses, sept irlandais, deux italiens, et un écossais.
À titre d’exemple, lors de la Révolution, sur les 146 000 soldats disponibles, 42 000 ne sont pas Français. À la chute de la monarchie, l’Assemblée s’ouvre aux nombreux ressortissants venus combattre pour la liberté ou contre les armées prussiennes. Les volontaires vienent en quantité telle que l’assemblée doit réfléchir à les encadrer et les institutionnaliser. Dans ce contexte, la Légion franche étrangère est créée par décret du 26 juillet 1792, sanctionnée le 1er août.
Après avoir entendu le rapport de ses comités diplomatiques et militaires réunis, l’Assemblée nationale, considérant que les circonstances nécessitent une augmentation des forces dans les armées, décide :

« Il sera formé dans les plus brefs délais, sous l’autorité et la surveillance du pouvoir exécutif, une nouvelle Légion sous la dénomination de « Légion franche étrangère », dans laquelle il ne pourra être admis que des étrangers. »

Ainsi s'organise une Légion germanique, une Légion italique, une Légion batave et une Légion polonaise. La loi, règlementant cette dernière, précise : 

« si les rois coalisés déploient des armées nombreuses contre les peuples libres, il importe à ceux-ci d’admettre dans leurs rangs tous les hommes qu’un élan sublime appelle à combattre pour la cause sacrée de la Liberté. »

Les combattants étrangers se battent pour une nation qui n’est pas la leur pour plusieurs raison: même en tant que mercenaire, combattre pour un roi de France est un honneur. Ensuite pour des idéaux, la France, en pleine révolution, représente un espoir énorme pour de nombreux européens. Enfin, peut être un commandement plus humain, Frédéric II ou Pierre le Grand ne sont pas aussi attentionnés envers leur troupes que put l’être Louis XIV.

### Les troupes étrangères sous l’Empire
L’Empire, par ses conquêtes, est un gros consommateur de troupes étrangères.
De Iéna, à Eylau, à Wagram et même en Espagne, le pourcentage de ressortissants non nationaux dans les armées de l’Empire atteignit des proportions uniques. On estime qu'en Espagne un sixième des effectifs étaient étrangers, plus de la moitié pour la campagne de Russie ; et même en 1814, l’armée comptait encore 20 % de non nationaux.
Napoléon, dès son accès au pouvoir, eut besoin de troupes et, en 1802, il fait appel à 4 000 Suisses. Il en utilisera plus de 90 000 pendant la totalité de son règne. Ils formeront le bataillon valaisan, en 1805. Puis en 1807, le maréchal Berthier, Prince de Neuchâtel, fonde le bataillon du même nom. Il combat en Autriche, en Espagne et en Russie. En tout, l’Empire formera quatre régiments d’infanterie (1er, 2e, 3e et 4e) en 1805 et 1806. Ce fort engagement entraîne de lourdes pertes, en effet la moitié des combattants Suisses ne survivront pas aux campagnes.
Dès 1805, Napoléon utilise des prisonniers russes et autrichiens qui composeront les régiments de la Tour d’Auvergne et d'Isembourg. Rebaptisés, ils deviennent les 1er et 2e régiments étrangers. Ils seront dissous en 1814.
Aux unités créées en ce début de siècle, nous retrouvons la Légion Piémontaise ou Légion du Midi, créée en 1803, composée d’anciens soldats français et piémontais des départements français d’Italie.
On peut y rajouter les pionniers espagnols, le régiment de Catalogne, la Légion hanovrienne, les mamelouk égyptiens ou la Légion portugaise créée par décret le 16 janvier 1808, composée de 8 000 hommes.
En tout de 1806 à 1814 se constitueront 60 unités étrangères commandées par 136 généraux, dont certains très célèbres comme Joseph - Antoine Poniatowski fait maréchal de France le 16 août 1813. Une grande partie de ces Européens sont volontaires. Les conscrits ne proviennent que des régions annexées par l’Empire.
Pour illustrer cette hétérogénéité, on estime que sur les 400 000 hommes qui franchirent le Niémen pour aller sur Moscou ou Smolensk, 120 000 d’entre eux étaient français.
Enfin Napoléon, durant les Cent-Jours, rassembla près de 8 régiments étrangers marquant l’attachement des troupes envers leur ancien chef, et la confiance que ce dernier leur donnait.

### Sous la Restauration
La chute de l’Empire entraîne l’éparpillement des régiments étrangers, néanmoins la France reste une puissance militaire et elle a besoin de troupes, surtout pour renouveler les cadres vieillissants ou les hommes de troupes usés par les guerres impériales. Il faut donc trouver des troupes entraînées et disponibles rapidement. On se tourne une fois de plus vers les Suisses. La monarchie de Louis XVIII incorpore alors 14 000 Suisses repartis en 6 régiments. En plus des suisses s’ajoutent quatre autres régiments dont un dit « colonial » composé de Portugais et d’Espagnols. Tous ces hommes constitueront la Légion royale étrangère en 1815.
En 1816, la Légion royale étrangère devient la Légion d'Hohenlohe qui, elle-même, devient le régiment d'Hohenlohe en 1821, du nom du prince qui la dirige, un Allemand d’origine qui a servi dans l’armée durant la révolution, puis dans l’armée hollandaise en qualité d’émigré. Gouverneur des Deux-Gallicie en 1807, combattant à Leipzig et à la campagne de France, il sera nommé lieutenant général par Louis XVIII, puis devient maréchal en mars 1827.
Néanmoins, le régiment d'Hohenlohe, sera touché par la réorganisation de l’armée qui accompagne les évènements de juillet. Il sera dissous en 1830 car jugé peut être trop fidèle à l'ancien souverain.
C’est ce dernier régiment qui va donner à notre Légion étrangère son pas caractéristique.
Alors que les régiments d’infanterie classiques défilent au rythme de cent vingt pas par minute. La Légion forte de son affiliation à l’ancien régime et en particulier au régiment d'Hohenlohe, a adopté un rythme plus lent et plus solennel d’environ 80-85 pas par minute.
L’armée française est exempte d’étrangers début 1830.
Mais cet état ne va pas durer : Charles X roi de France depuis 1824, est très impopulaire car les mauvaises récoltes, les difficultés économiques et l’adoption d’un gouvernement réactionnaire créent un terreau favorable aux mouvements insurrectionnels.
Les ordonnances de Saint-Cloud, véritable coup de force du Roi limitant fortement les libertés sont proclamées le 25 juillet 1830. Elles entraînent immédiatement une opposition violente du peuple et la chute du régime. Cette révolution, étalée sur trois jours, les 27, 28 et 29 juillet 1830 amène au pouvoir un homme nouveau, Louis-Philippe de Chartres, qui est devenu le 7 août Louis-Philippe Ier roi des Français. En prêtant serment sur la charte constitutionnelle de 1814, il instaure la « monarchie de Juillet ».
Souverain par volonté de la nation, ses amis et ennemis ne souhaitent pas que le Roi puisse posséder une force trop fidèle et remarquablement entraînée comme le régiment d'Hohenlohe qui est donc licencié en juillet 1830. En effet, les forces politiques ne veulent que d’une armée nationale.
Mais les événements d’Algérie et de politiques intérieures vont contraindre à une nouvelle incorporation d’étrangers.

## La création de la Légion étrangère

### Les causes de cette création
La création de la Légion étrangère est plus une réponse à de multiples problèmes, que connaît la nation à cette époque, qu'une réelle volonté de former une unité étrangère. Elle est en grande partie due à la révolution de Juillet et ses conséquences européennes. Elle est, et pour longtemps, une manifestation des politiques des pays étrangers.
Il faut, pour bien comprendre les causes de cette création, qu'avant même cette dernière, on envisage un emploi exclusivement étranger de la Légion. Elle ne devra théoriquement combattre en aucun cas sur le territoire national.
L’une des premières causes est l’épurement de l’armée après la Révolution des Trois Glorieuses. Louis Philippe Ier marque une vraie coupure avec l’Ancien Régime, mais l’armée regorge encore de fidèles de l’ancien régime : bonapartistes ou partisans de Charles X. De la sorte, de multiples cadres et soldats de l’armée impériale reprennent du service après quinze années de repos dans la légion étrangère. De plus, il est trop dangereux pour la jeune monarchie parlementaire d’avoir en son sein de nombreux officiers de la grande armée réduit à la demi solde et parfois à l’inactivité. Il faut employer pour certains leur expérience et surtout leur esprit à autre chose que l’oisiveté qui « peut être mère de tous les vices ».
Ensuite la création de la Légion qui a vocation de combattre dans des horizons lointains est une excellente occasion pour vider les éléments dangereux ou remuants de l’armée régulière, qu’ils soient nationaux ou non. De ce fait, la Légion étrangère devient un exutoire à quelques officiers douteux, endettés ou bien à des soldats encombrants, qui ne répondent pas aux critères de moralité ou de professionnalisme de l’armée sans pour autant être bon à licencier.
Mais surtout, il faut utiliser les étrangers entrant ou stationnant en France. Les crises européennes les ont jetés en masse sur le territoire sans ressources. Ceux-ci viennent des premières vagues de chômage, dû à l’industrialisation naissante. Ils sont Suisses, Belges ou Hollandais, pour la plupart.
Ce sont donc des hommes sans ressources, sans avenir, qui inquiètent le gouvernement, car il faut les nourrir et ce sont souvent des populations génératrices de troubles.
Ensuite, tous les exilés des crises politiques et insurrectionnelles étrangères venus en France: La Révolution des Trois Glorieuses a amené en France de nombreux volontaires pour le combat armé. On a ainsi des cohortes de libéraux et de révolutionnaires venus dans l’espoir d’installer un régime dans la continuité de 1789. De plus, la Révolution de Juillet a entraîné de vastes mouvements insurrectionnels en Europe entière, en particulier en Italie, dans les provinces germaniques, en Pologne et en Espagne. Mais ces insurrections ont pour la plupart échoué et les gouvernements touchés ont chassé de leur territoire de nombreux révolutionnaires qui échouent en France, terre de liberté. Tous ces individus peuvent remettre le feu aux poudres dans les grandes villes telles Paris ou Lyon. Ils deviennent donc la menace la plus dangereuse pour l’État, aussi bien pour la stabilité du royaume que pour son économie, il est donc urgent de les rassembler et de les éloigner.
Il faut rajouter également que les anciens mercenaires suisses, allemands, ou du régiment d'Hohenlohe seraient bien mieux, à constituer le noyau dur de l’encadrement et de la formation de cette future Légion que d’être réduits au chômage (il est toujours dangereux pour un pays d’abriter de nombreux mercenaires étrangers désœuvrés).
Enfin ces combattants, pour certains fort expérimentés, seraient utiles pour le prochain dur combat pour lesquels ils sont en majorité engagés : la conquête de l’Algérie. Ainsi, dès sa création, la Légion étrangère s'est distinguée par son recrutement de volontaires issus de divers horizons, une discipline rigoureuse héritée de ses prédécesseurs, et un esprit de corps forgé dans les combats en Algérie. Ces éléments ont contribué à faire de la Légion une unité unique au sein de l'armée française.
Dès la fin des années 1820, des troubles apparaissent entre la France et l’Algérie. Alger réclame le payement d’une créance vieille du Directoire. Le consul général de France est envoyé afin de rencontrer le dey d’Alger : Hussein Pacha. Ce dernier provoque le consul français. En conséquence, la France entame un blocus naval d’Alger grâce à la force maritime du capitaine de vaisseau Collet.
Après une tentative de négociation en juillet 1829 qui se révèle infructueuse, le comte de Bourmont, ministre de la guerre, et le baron d’Haussez, ministre de la marine, organisent la formation d’une expédition vers Alger.
Ainsi, 36 450 hommes et plus de 650 navires partent de Toulon le 25 mai 1830 et débarquent le 14 juin. La conquête de l’Algérie vient de débuter. Les troupes progressent vite et Alger tombe le 4 juillet. Le dey d’Alger est contraint à l’exil.
Si la conquête de l'Algérie semble d’abord résoudre un problème diplomatique, c’est avant tout une campagne de prestige. Charles X, en mauvaise grâce à l’époque, espère une victoire rapide pour rehausser son image. Ensuite, c’est le tout début de la colonisation. La France se pose en puissance européenne et essaye de gagner de l’influence par des possessions outre-mer.
Mais dès lors, l’armée piétine. L’insécurité est aux portes d’Alger. De plus, si les hommes ont pu montrer quelque enthousiasme en juin 1830, le moral est maintenant bas et la guerre, très impopulaire. Les demandes de renforts soulèvent l’opinion. Charles X déposé, on ne peut pas faire machine arrière. Louis Philippe Ier est pacifiste et ne veut pas braquer l’opinion nationale et militaire en une conquête coûteuse en vie française. Son seul recours est l’utilisation de troupes étrangères et comme le royaume est réduit, on ne peut pas lever des contingents dans les terres occupées comme au temps de Napoléon. Il va donc falloir utiliser une troupe mercenaire.

### La création par ordonnance royale
Voici l’ordonnance royale qui crée la Légion étrangère :
« 
- Louis-Philippe, roi des Français, à tous présents et à venir salut ;
- Vu la loi du 9 mars 1831 :
- Sur le rapport de notre Ministre Secrétaire d’État au Département de la Guerre : Nous avons ordonné et ordonnons ce qui suit :
- Art. 1 - Il sera formé une Légion composée d’Étrangers. Cette Légion prendra la dénomination de Légion Étrangère.
- Art.2 - Les bataillons de la Légion Étrangère auront la même formation que les Bataillons d'infanterie de ligne.
- Art.3 - Pour la solde, les masses et son administration, la Légion Étrangère sera assimilée aux régiments français. L'uniforme sera bleu avec le simple passepoil garance et le pantalon de même couleur, les boutons seront jaunes et porteront les mots Légion Étrangère.
- Art.4 - Tout Étranger qui voudra faire partie de la Légion Étrangère ne pourra y être admis qu'après avoir contracté, devant un sous-intendant militaire, un engagement volontaire.
- Art.5 - La durée de l'engagement sera de trois ans au moins et de cinq ans au plus.
- Art.6 - Pour être reçus à s'engager, les Étranger devront n'avoir pas plus de quarante ans, et avoir au moins dix-huit ans accomplis, et la taille de 1m55. Ils devront en outre être porteur d'un certificat d'acceptation de l'autorité militaire constatant qu'ils ont les qualités requises pour faire un bon service.
- Art.7 - En l'absence de pièces, l’Étranger sera envoyé devant l'Officier Général qui décidera si l'engagement peut être reçu.
- Art.8 - Les militaires faisant partie de la Légion Étrangère se pourront rengager pour deux ans au moins et cinq ans au plus. Les rengagements ne donneront droit à une haute paie qu'autant que les militaires auront accompli cinq ans de service.
- Art.9 - Notre Ministre Secrétaire d’État au Département de la Guerre est chargé de l'exécution de la présente ordonnance.
- Par le Roi :
- Le Ministre Secrétaire d’État de la Guerre
- Signé : Maréchal SOULT Duc de Dalmatie
- signé : LOUIS-PHILIPPE »

La Légion étrangère est ainsi créée par ordonnance royale le 9 mars 1831. La loi est ensuite signée par Louis Philipe Ier et le secrétaire d’État à la guerre le maréchal Soult.
L’ordonnance donne immédiatement le cadre quant à l’usage et la formation de cette unité :
La première particularité est l’engagement par volontariat : article 4. On se trouve, donc, dans un chemin analogue de l’armée française qui pratique à l’époque la conscription réglée par la loi Gouvion-Saint-Cyr de mars 1818, qui base la conscription sur le volontariat et un tirage au sort des appelés.
Ensuite tous les étrangers volontaires, et ce quelle que soit leur nationalité, sont dirigés vers la Légion étrangère. On ne constitue plus de régiments par nationalité. Ainsi, toutes les origines y seront mélangées.
De plus, la Légion étrangère sera assimilée à l’infanterie de ligne: « Art.2 - Les bataillons de la Légion Etrangère auront la même formation que les Bataillons d'infanterie de ligne ».
Ce n’est donc pas une troupe mercenaire. Elle fait partie au même titre des autres régiments et bataillons de l’armée française.
L’ordonnance renseigne également sur l’uniforme : Art.3 - Pour la solde, les masses et son administration, la Légion Etrangère sera assimilée aux régiments français. L'uniforme sera bleu avec le simple passepoil garance et le pantalon de même couleur, les boutons seront jaunes et porteront les mots Légion étrangère.
Il s’agit de l’uniforme standard de l’infanterie de ligne de cette époque, car la Légion ne possède encore ni cavalerie, ni artillerie, ni génie, comme aujourd’hui.

### Le recrutement
Aussitôt l’ordonnance écrite, le recrutement commence. Les volontaires sont regroupés en Haute-Marne à Langres. Le chef du dépôt, le commandant Sicco, un ancien officier de l’armée napoléonienne, est un « coriace », rescapé de la campagne de Russie, ses nombreuses cicatrices au visage en témoignent. La Légion se forme autour des anciens régiments de Suisse et du régiment Hohenlohe, qui formeront le noyau dur de professionnels. Mais devant l’afflux de candidatures surtout venant d'outre-Rhin, le complexe de Langres qui n’est qu'un dépôt est engorgé. On crée donc des bureaux de recrutement à Auxerre pour les Allemands, Chaumont pour les Belges et les Hollandais, Agen pour les Espagnols et les Italiens et Avignon pour les Polonais. On regroupe ensuite les hommes à Bar-le-Duc, où ils tiennent une garnison.

### Un début difficile

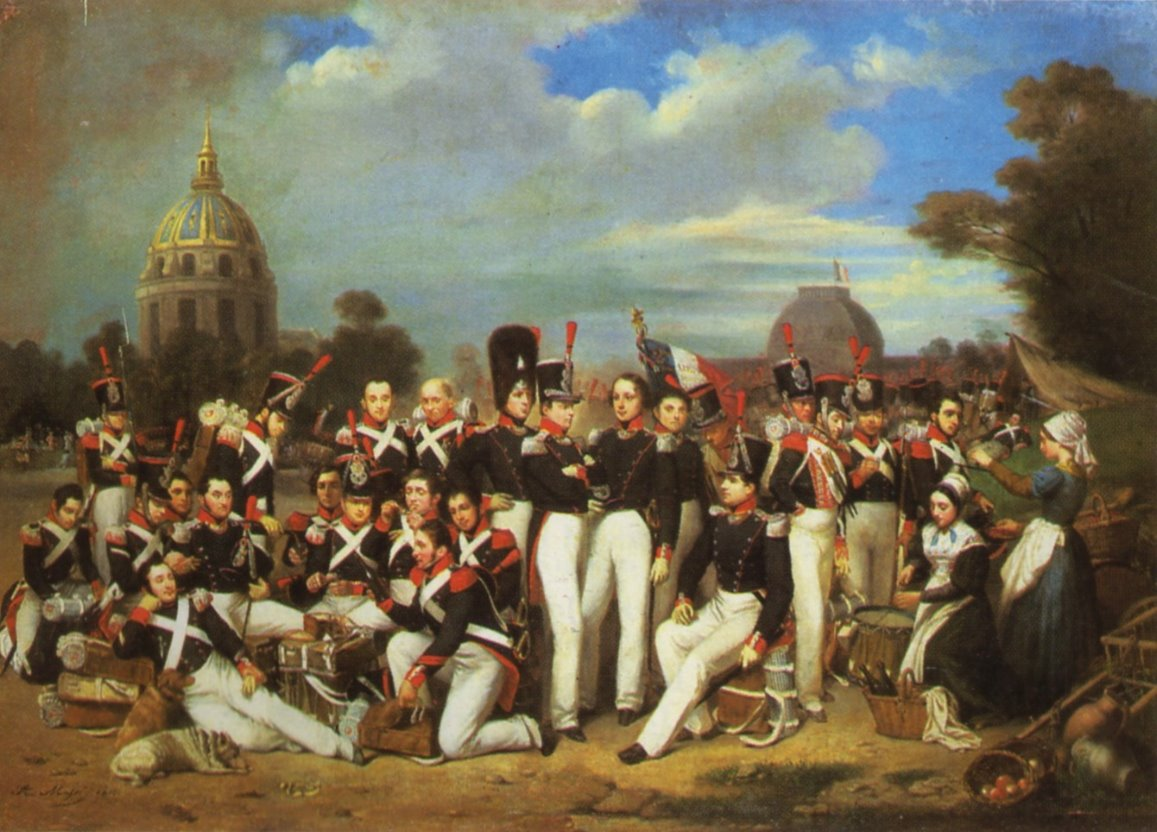
Une compagnie de la Légion au Champ de Mars à Paris (1836).

Mais les débuts de la Légion sont très laborieux : tout d’abord les candidats, si certains ont beaucoup d’expérience, d'autres sont novices dans le métier des armes. Car si la Légion a permis de faire diminuer le nombre d’exilés politiques et de révolutionnaires potentiels sur le territoire, elle attire aussi beaucoup d’individus nationaux ou étrangers désocialisés, miséreux et parfois dangereux. Il faut le dire, la Légion a accepté un certain nombre de personnes fuyant la justice pour des motifs graves. La Légion devient un havre, un exutoire pour l’État. Certaines personnes y partent néanmoins de façon motivée et volontaire, l’époque aidant et l’Afrique encore méconnue, on peut voir des aventuriers ou des personnes en mal de voyage s’enrôler. De même que des amis de la France qui sont nombreux espèrent se battre pour la nation. Que ce soit pour y trouver du pain, une volonté d’oubli ou de rachat, chaque individu a sa raison de s'engager et elle est du ressort de chacun.
Néanmoins, cela crée une troupe assez hétéroclite, où le soldat de métier côtoie l’anarchiste. L’inactivité en attendant les affectations et le nationalisme de certains entraînent de nombreuses bagarres entre communautés, ce qui désolidarise le groupe et fait apparaître le deuxième problème de la Légion : le manque de cadres.
Officiers et sous-officiers manquent à la Légion, ceux de l’armée impériale sont vieux et insuffisants, les officiers déserteurs d’autre armées ne sont pas familiarisés avec le français, viennent d’armées différentes ou d’autres armes comme la cavalerie. On estime qu’ils seront quand même 107 officiers à servir de 1831 à 1836.
Ensuite c’est le manque de cadres français qui se fait sentir, cette unité n’attire que très peu d'officiers et une mutation y est considérée comme une punition. Ceux qui y sont contraints, y commandent sans panache et volonté comme le suggère cette phrase du général inspecteur du 6e bataillon de Bône en Algérie en 1833 :

« Aujourd’hui les officiers étant envoyés par punition à la Légion étrangère, ils servent avec dégoût, sont humiliés de s’y retrouver et cherchent tous les moyens possibles de rentrer en France »

Quant aux sous-officiers, qui sont la colonne vertébrale de toute armée, ils sont en sous-effectif chronique ; on promeut donc des individus sur le simple critère parfois qu’ils parlent les deux langues, on promeut ainsi de nombreux étudiants en langue, en aucun cas habitués au commandement.
Une autre complication est le manque de moyens. Cette troupe peu aimée ne reçoit pas tous les fonds nécessaires à un bon fonctionnement, la nourriture et le couchage y sont médiocres. De plus, les fraudes existent et quelques cadres peuvent abuser de leur pouvoir dans la distribution des soldes. Ainsi, dans certains cas, les légionnaires à l’hôpital ou en prison ne sont pas payés.
Enfin, la dernière difficulté est la création d’un esprit de cohésion de discipline et de fierté, éléments indispensables à la genèse d’une unité d’élite.
Les troupes sont extrêmement hétérogènes, des étudiants en médecine exilés en France pour raison politique, se retrouvent avec d’anciens grognards. Les nationalismes à fleur de peau vont faire éclater de sanglantes rixes.
Le seul moyen de faire coexister tous cet ensemble est par l’application d’une discipline de fer. Les cadres sont d’une extrême rigueur, les punitions sont nombreuses et très dures, mais malgré cela, l’insubordination et les désertions sont courantes. À tel point qu'à la mi-mai, l’insubordination et l’indiscipline sont telles que l'on fait appel aux gardes nationaux pour circonscrire une possible rébellion. On arrêtera ce jour-là 20 soldats. Le colonel Stoeffel, chef de la Légion, est soulagé que le corps ne se saborde pas de lui-même, mais il faut dans les plus brefs délais l’envoyer en Algérie et le prendre en main.
Néanmoins, tous les individus et toutes les personnalités vivant ensemble, coupés du monde extérieur, donneront ce caractère si unique à la Légion chacun apportant ses qualités et ses défauts. C’est ce qui va obliger les légionnaires à fonder un foyer et une famille commune.
Malgré ces complications, moins de 6 mois après l’ordonnance, 5 bataillons sont créés, chacun à 8 compagnies. Chaque bataillon regroupe une ou deux nationalités et comptent environ 500 hommes. Ils sont regroupés à Toulon près de la Méditerranée en attendant le départ pour l’Algérie.
| bataillon | nationalités                    |
| --------- | ------------------------------- |
| 1er       | Suisses et anciens de Hohenlohe |
| 2e        | Suisses et Allemands            |
| 3e        | Suisses et Allemands            |
| 4e        | Espagnols                       |
| 5e        | Sardes et Italiens              |
| 6e        | Belges et Hollandais            |

Un dernier bataillon sera peut-être le plus valeureux, composé de Polonais ayant fui leur pays après l'échec de l’insurrection de 1830, qui arrivent en France pleins de bonne volonté.

### Les débuts
Dès le mois d’août, les 1er, 2e, 3e, 5e bataillons partent pour l’Algérie, soit un total de 78 officiers et 2 669 sous-officiers et légionnaires. Ils sont aux ordres du colonel, le baron Christophe Antoine Jacques Stoeffel, un ancien officier suisse de l’armée napoléonienne qui a combattu en Espagne et qui connaît l’armée depuis plus de trente ans. C’est un officier intègre, capable, loyal et qui croit en la discipline. Les 5 bataillons débarquent à Oran, Alger et Bône.
Malgré l’insécurité et les escarmouches existantes, la Légion étrangère est d’abord employée à des travaux de terrassement. Le légionnaire gagne alors sa réputation de soldat bâtisseur. La Légion va ainsi construire la route de la Casbah dans la région d’Alger, celle de Fort-l’Empereur, ou celle de la ceinture d’Alger. Elle participe également à la construction de forts, comme celui de Fort-de-l’Eau. Mais l’exploit revient aux hommes du capitaine Drouault du 2e bataillon qui édifient une route reliant Douera à Bouffarik au milieu de nombreux marais et cela en deux mois. Cette célèbre route prendra le nom de « chaussée de la Légion ».
Néanmoins, même si ces travaux sont utiles pour la modernisation et la reconstruction de l’Algérie, ils épuisent fortement les hommes : les fièvres, la dysenterie, et surtout le choléra (qui tuera ou réformera 3 200 hommes entre 1831 et 1835, soit un quart des troupes) font fondre les effectifs.
S’ensuit une nette baisse du moral, des recrutements, et une augmentation des désertions. Mais ces travaux éreintants vont, avec la discipline, casser les hommes et les rendre plus malléables. Stoeffel, en bon officier, le sait et l’applique. Obliger n’importe quel dur à remuer de la roche dix heures par jour à la pioche, sous peine de le mettre à la demi-ration d’eau et vous lui faites perdre tout esprit de révolte.

### Le baptême de feu et les premières gloires
Mais la Légion va vite connaître ses premiers combats. Dès le 27 avril 1832, 300 hommes du 3e bataillon commencent à sécuriser les abords d’Alger et combattent à Maison Carrée, un ancien fort turc tenu par la tribu des El-Ouffia. Le 23 mai, pris en embuscade par la tribu des Amraoua, un détachement de 27 hommes dirigé par le lieutenant Cham se fait exterminer : 26 morts. Les légionnaires ne se sont pas rendus et sont les premiers d’une longue liste de tués. La conquête de l’Algérie coûtera à la Légion étrangère : 27 officiers, 61 sous-officiers et 756 légionnaires. Cette même année Stoeffel est remplacé par le colonel Combes, qui arrive de Marseille avec le premier drapeau de la Légion offert par le duc d’Orléans, au nom du Roi.
Y est inscrit : « Le Roi des Français à la Légion étrangère ». La troupe est désormais reconnue et distinguée.
Désormais, la Légion va combattre en Algérie sans répit : à Sidi Chabal en novembre 1832 où le bataillon espagnol se distingue. En mars 1833, les légionnaires combattent à Ouled Yacoub et Ouled Attia, les combats y sont très violents et subissent la résistance d’un jeune et courageux émir, Abd el-Kader, qui a avec lui les tribus du Sig.
Les mois passent dans les combats et la souffrance, les Français remportent une victoire à Arzew le 5 juin et prennent Mostaganem le 27 juillet 1833.
L’année 1834 est plus calme et les effectifs se complètent, on a d’abord l’arrivée du 6e bataillon, formé à Chaumont, à recrutement français, belge et hollandais. Ils sont directement suivis par les Polonais qui se distingueront une fois de plus près de la ville de Bougie. Ce dernier bataillon, le 7e, va alors remplacer le 4e bataillon (Espagnol) et repartir pour Oran. Les Espagnols qui sont licenciés, regagnant leur pays pour participer à la guerre civile qui y fait rage.
Enfin cette période est celle où la Légion a vraiment pris pied en Algérie ; tous les bataillons y sont implantés : Le 1er, 2e, 3e, 5e et la moitié du 7e tiennent Alger ; Oran est tenu par le 4e, et Bône par le 6e.
L’année 1835 est marquée par le combat de Moulay Ismaël où la Légion commandée par le lieutenant-colonel Conrad, va avec d’autres troupes pour rejoindre Arzew devoir traverser le territoire du Sig, tenu par les partisans d’Abd El Kader. Le face à face avec les redoutables cavaliers de l’émir coûte une centaine de légionnaires. Ce que l’on se rappelle comme la tragédie de la Macta est l’un des plus lourds tributs payé à la terre d’Afrique, mais les légionnaires ont fait preuve d’un incroyable courage, car grâce à eux la colonne a atteint Arzew. Désormais, la Légion sera caractérisée à jamais par cette abnégation, cette impassibilité devant le feu, cela quels qu'en soient les sacrifices.
Mais la conquête de l’Algérie va s’arrêter brutalement, en effet la Légion doit partir pour l’Espagne pour soutenir la régente Marie Christine dans sa guerre contre les carlistes.

## L’Odyssée espagnole et la fin de l’ancienne Légion

### Le don de la Légion étrangère à l’Espagne
Alors que la Légion étrangère commençait à s’enraciner en Algérie, elle est appelée à servir en Espagne dans des circonstances bien particulières.
À la mort du roi d’Espagne Ferdinand VII le 18 septembre 1833, celui-ci laisse le royaume à sa fille, Isabelle II d'Espagne, alors âgée de trois ans. L’épouse de Ferdinand VII, Marie Christine, prend la régence en attendant que sa fille soit suffisamment âgée pour prendre la tête du royaume. Mais d’après la loi salique c’est à Don Carlos le frère du défunt que doit revenir le pouvoir. Devant le refus de la régente, celui-ci commence la guerre civile. Pour cela, il soulève et rallie à sa cause la Galice, la région de Navarre, les provinces basques. Il est, de plus, aidé par les pays conservateurs européens : l’Autriche, la Prusse, la Russie. L’armée espagnole est trop faible pour maîtriser la guerre civile, elle demande de l’aide à ses voisins avec lesquels elle a déjà conclu des traités d’alliances. C’est le début de la guerre carliste.
En effet, le 28 juin 1834, les ambassadeurs de Londres, Lisbonne, Paris, signent avec l’ambassadeur d’Espagne un traité visant à soutenir Marie-Christine.
La France est un peu embarrassée par ce traité, car elle ne veut pas s'immiscer dans les affaires espagnoles et pense qu'une intervention en Espagne risque de compromettre la paix européenne. Ne voulant pas envoyer l’armée régulière, la Légion étrangère permettrait de tenir ses engagements. Ce ne serait donc qu'un envoi de troupes étrangères à destination d’un pays ami. Les voisins envoient également un fort contingent : le Portugal envoie 6 000 soldats d’élite et les Anglais 12 000 hommes, sous les ordres de Sir Lacy Evans qui, mal payés, rentreront en Angleterre en 1837 laissant 2 500 morts derrière eux.
Ainsi, le 28 janvier 1835, sous la pression d’Adolphe Thiers, le ministre de l’intérieur, la Légion est cédée à la reine d’Espagne et le 29 juin une ordonnance royale stipule que la Légion étrangère ne fait plus partie de l'armée française.
L’ordre étant de se rendre à Alger et de s’embarquer pour le 30 juillet. Le corps étant cédé à l’Espagne, on doit embarquer tous les légionnaires : malades, prisonniers, et permissionnaires compris. Les hommes ne peuvent plus reculer sauf peine de graves sanctions. Ainsi, en cas d’insubordination, il est prévu que les officiers français se retrouveraient en demi-solde, les officiers étrangers se retrouveraient sans emploi et les légionnaires considérés comme déserteurs.
Le 30 juillet, c’est 123 officiers et 4 021 sous-officiers et légionnaires qui s’embarquent sur la Royale pour l’Algérie. Tous les hommes sont aux mains du colonel Bernelle, un ancien capitaine de la Garde impériale de cinquante ans. Il a réintégré l’armée en 1820, après avoir été mis en disponibilité. C’est un officier à la poigne de fer et un remarquable organisateur.
Ainsi lors d’une escale aux Baléares, il en profite pour réorganiser tous les bataillons, las de voir les unités s’entre-déchirer, il les amalgame toutes et mélange ainsi toutes les nationalités. C’est cette décision qui va former une nouvelle Légion bien plus soudée où chacun apportera ses qualités et la renommée à ce corps d’élite.

### Les premiers combats
Et c’est une Légion bien différente de celle de début 1831 qui débarque à Tarragone le 17 août 1835, c’est une troupe qualifiée, bien structurée et bien dirigée. C’est donc un renfort très appréciable à la régente Marie Christine.
Cependant, l’accueil espagnol est médiocre, souvenir du siège de 1811 par les Français du maréchal Suchet entre autres. La Légion en Espagne devient la « division auxiliaire française » et son chef, le colonel Bernelle, devient maréchal de camp des armées d’Espagne.
Dès son arrivée, la Légion entre en guerre contre 5 000 carlistes dans la région de Catalogne.
L’année 1835 est consacrée à de nombreuses escarmouches dans les régions de Navarre et d’Aragon. La Légion finit par entrer dans Pampelune, le 5 février 1836, afin de circonscrire et d’isoler cette province. C’est dans cette région que l’on assiste à une escalade de la violence. Les carlistes mènent une guerre totale et les batailles prennent un visage de cruauté et de haine jusqu’ici inconnu. Les carlistes ne font aucun prisonnier ; officier ou homme de troupe, tout le monde est fusillé d’une balle dans la tête, comme cette trentaine de légionnaires et leur officier mis à mort le 20 septembre. Bernelle comprend et répond par la terreur. La Légion, désormais, ne fera plus de prisonniers.
Malgré le nombre élevé d’acteurs sur la scène espagnole, la Légion est amenée à souvent se battre seule. Elle s’organise donc pour devenir une unité plus autonome; Bernelle recompose ses troupes avec trois escadrons de lanciers, une batterie d’obusiers pour l’appui, et une compagnie médicale, chargée de soustraire les blessés des champs de bataille. C’est le début de la Légion étrangère moderne.

### Des combats meurtriers
Les combats continuent jour après jour, enlevant à chaque fois des hommes à la Légion. Au 15 avril 1836, les pertes s’élèvent à 117 tués, 380 morts par blessure ou maladie, et 83 déserteurs. De plus, il faut ajouter les conditions de combat extrêmement dures : froid, pluie, faim, couchage médiocre, le peu d’empathie de la population et le caractère inhumain de cette guerre sans quartier. Mais le courage et l’abnégation restent dans les rangs, à Tirapegui le 26 avril, 500 légionnaires repoussent 3 500 carlistes au prix de 90 morts et, le 1er août, à Zubiri, la Légion, à elle seule, tue 1 200 carlistes en une bataille.

### L’abandon de la Légion
La Légion est de plus en plus isolée en Espagne. Les renforts n’arrivent plus qu'au compte-goutte : 379 hommes le 15 avril, 89 en juillet, 438 en août et ceux-là seront les derniers.
Paris fait la sourde oreille, l’équipement et les vivres envoyés sont insuffisants, les soldes sont irrégulières, les décorations et l’avancement ne suivent pas. Adolphe Thiers, alors président du Conseil, refuse toute aide sous prétexte que la Légion a été donnée de façon pleine et entière à l’Espagne. À bout, Bernelle démissionne et rentre en France, c’est le colonel Conrad qui le remplace. Courageux, franc, c’est un homme à poigne de la même trempe que Bernelle.
Le retour de ce dernier en France provoque la surprise du roi qui après le récit de combat de Bernelle se désintéresse totalement de l’odyssée espagnole. Le roi ne veut pas envoyer de renfort de l’armée régulière, de peur de l’épuiser et de s’embourber à nouveau. De plus, la conquête de l’Algérie demande des renforts. Le Roi ne peut diviser ses troupes.
La Légion est donc livrée à elle-même.

### Misère et errance
La Légion continue à se battre, le manque de vivres et d’équipements décents sont aggravés par l’hiver 1836-1837, particulièrement rude, dans les plaines d’Aragon. Faute de soldes et de vivres, certains passent du côté Carliste qui, eux, vivent sur le pays.
Au début de l'année 1837, la Légion n’aligne plus que trois bataillons, puis deux ; elle est réduite de moitié depuis son arrivée. Mais la Légion continue à combattre avec une détermination suicidaire : le 24 mai à Huesca, elle perd 350 hommes sur 1200.
Le 2 juin, dans une ultime bataille à Barbastro face à un fort contingent carliste, la Légion perd son chef, le colonel Conrad, mort d’une balle dans la tête. Elle ne s’en remettra pas et se replie sur Saragosse avant de repartir sur Pampelune passer l’hiver.
En 1838, la Légion n’est plus que l’ombre d’elle-même. Elle reste dans une situation très délicate, sans vivres, sans ressources au milieu des carlistes. Ce n’est que le 8 décembre que la reine accorde son licenciement. Elle part de Saragosse le 2 janvier 1839 et traverse les Pyrénées, famélique et miséreuse, par le col du Somport.
Ils ont été six mille à débarquer à Tarragone en 1835, ils ne sont plus que soixante-trois officiers et cent cinquante-neuf hommes de troupes à revenir. Abandonnés, ils rentrent quand même en France. Tous sont maintenant des combattants à la solide expérience auréolée d’une grande gloire. Cela arrive parfaitement, on a besoin de troupes aguerries. Car pendant son odyssée espagnole, le Roi a recréé une seconde Légion étrangère.

## La Nouvelle Légion

### La deuxième Légion
Dès son départ pour l’armée espagnole en 1835, la Légion a laissé un vide. Les étrangers sont toujours aussi nombreux à vouloir s’engager et l’Afrique et l’Espagne demandent toujours autant d’hommes.
On lève donc une nouvelle Légion le 16 décembre 1835, sa garnison est à Paris et elle ne devait comporter qu’un seul bataillon. Au 22 mars, deux compagnies et l’état-major sont formés, dès le 26 juin le bataillon est au complet. Mais le gouvernement, las de l’aventure espagnole, licencie le bataillon le 11 août 1836 et envoie les volontaires issus de cette Légion éphémère en Espagne. Ce seront les derniers renforts.
Mais l’aventure légionnaire n’est pas terminée pour autant, le gouvernement place maintenant la priorité sur l’Algérie et recommence la formation d’une nouvelle Légion en novembre 1836. Le 21 de ce mois-ci est constitué un nouveau bataillon à Pau. Fort de 1 200 hommes, il s’embarque à Toulon sur le Suffren le 11 décembre, et arrive quatre jours plus tard à Alger.
Pendant ce temps, le recrutement continue en France, si bien que le 4 septembre 1837, un second bataillon peut être constitué par ordonnance royale. Les deux bataillons rassemblés ont la valeur d’un régiment d’infanterie régulier.
Dès lors, la Légion va être de tous les coups durs et de toutes les batailles décisives. Rayonnant à partir d’Alger, l’année 1837 est pour la Légion étrangère d’Afrique une succession d’accrochages. Le fait marquant de cette année est sans doute la paix signée entre la France et la résistance menée par Abd el-Kader et la reconnaissance de ce dernier dans le traité de Tafna de la souveraineté de la France dans certaines régions algériennes.
Malgré le traité, la paix est relative. La Légion est employée à des expéditions punitives, dans la vallée de l’Isser pour réduire des rebelles qui sèment le trouble jusqu'à Boufarik.

### La bataille de Constantine

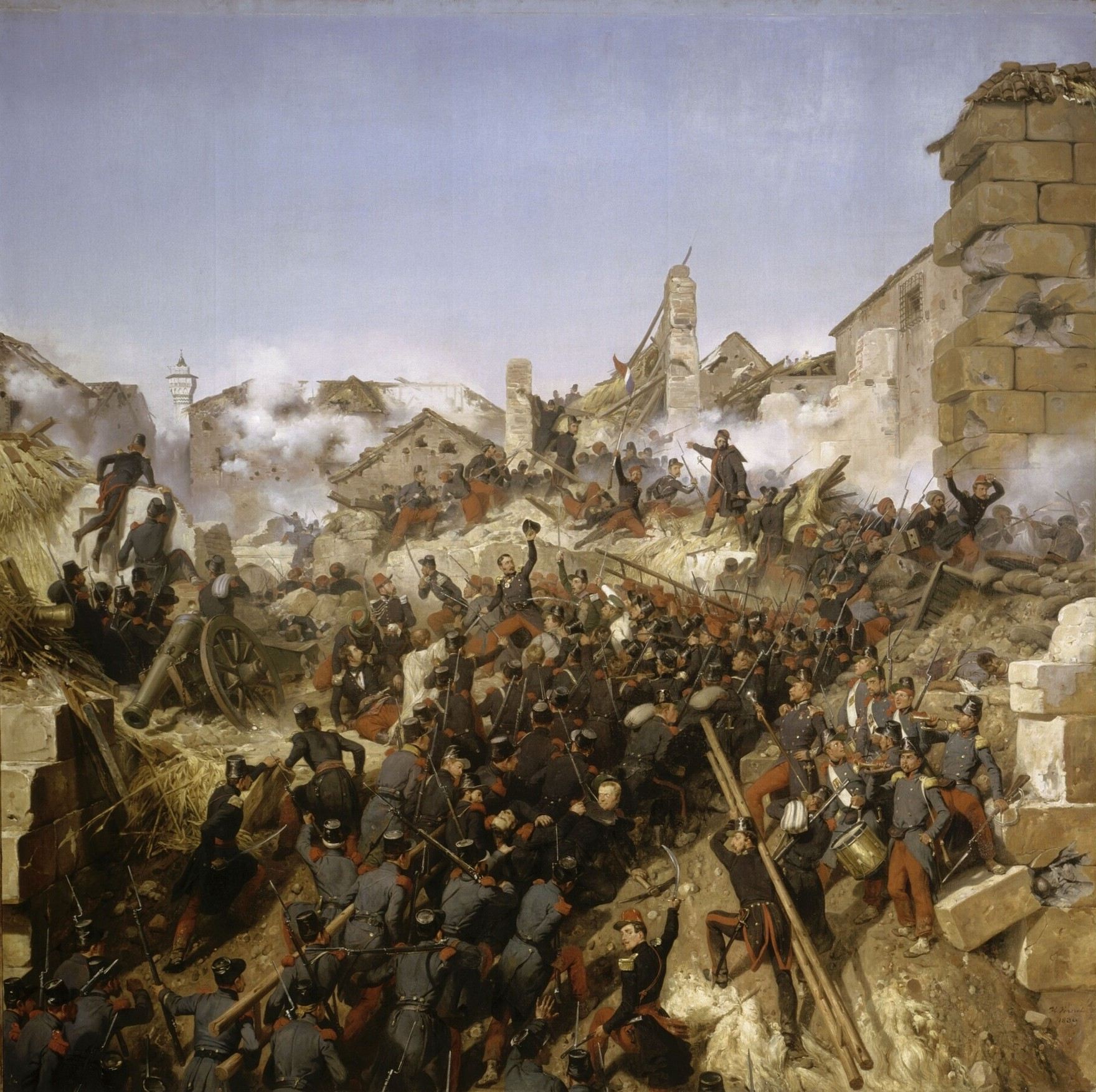
La Prise de Constantine, par Horace Vernet.

La situation relativement calme permet l’élaboration de grandes manœuvres. On se décide donc à investir Constantine. Toutes les troupes disponibles sont chargées de marcher vers Constantine, la place forte est plantée sur un rocher surplombant le Rhummel. Elle est invulnérable.
Depuis l’expédition infructueuse de Clauzel qui lui a coûté sa place, il est crucial de faire tomber la citadelle. Le dispositif pour la bataille comprend un bataillon de marche de la Légion, fort de 500 hommes sous les ordres du chef de bataillon Bedeau.
L’expédition arrive à Constantine le 6 octobre 1837, le général Danrémont, le gouverneur d’Alger commence aussitôt le siège. L’expédition est divisée en quatre brigades, la Légion fait partie de la troisième. L’artillerie du général Valée perce une brèche dans l’enceinte de la forteresse. Le 13 octobre, les hommes se lancent alors à l’assaut. Les légionnaires derrière le colonel Combe, leur ancien chef, enlèvent la place forte au corps à corps. Au bout de trois heures de très sanglants combats, la Légion et le reste des brigades arrivent à prendre Constantine dans la soirée.
Le chef de bataillon Bedeau est nommé commandant de la place et est promu lieutenant-colonel.

### La postérité
La Légion étrangère est désormais célèbre. La conquête de l’Algérie la mobilisera encore une vingtaine d’années. Après son succès à Constantine, la Légion se regroupe à Alger début 1838.
Elle affiche un effectif de 2 823 hommes le 10 novembre 1838 et continue tous les combats, se distinguant à Djidjelli, Médéa et Miliana, souvent victorieuse mais au prix de lourdes pertes.
La Légion prend définitivement place en Algérie et en France en 1840. D’abord, grâce au retour des rescapés d’Espagne, et de 10 000 de leurs ennemis qui ont fui leur pays après l’échec de la révolution de Don Carlos. La réforme structurelle, par l’intermédiaire d’une ordonnance royale du 30 décembre 1840, dédoublera la Légion étrangère en deux régiments étrangers. Le 1er régiment étranger, dirigé par le colonel de Mollenbeck, est formé à Alger le 1er avril 1841. De même, le 2e régiment étranger d'infanterie dirigé par le colonel de Senhiles est constitué à Bône le 21 avril 1841.
La Légion va s’installer à Sidi Bel Abbès en 1843 pour ne la quitter que 119 ans plus tard. De ce corps d’abord miséreux, voué à ne servir que d’exécutoire aux étrangers et aux mauvais soldats, les campagnes et le courage vont en faire l’un des plus redoutables appareils de combat de son époque. De la Crimée, à l’Italie, au Mexique et tant d’autres, désormais la Légion étrangère sera une unité respectée et glorieuse de l’armée française.